# NGC 1310
NGC 1310 is een balkspiraalstelsel in het sterrenbeeld Oven. Het hemelobject werd op 22 oktober 1835 ontdekt door de Britse astronoom John Herschel. NGC 1310 maakt deel uit van de kleine Fornaxcluster, die 58 sterrenstelsels bevat.

## Synoniemen
- PGC 12569
- ESO 357-19
- MCG -6-8-4
- IRAS03191-3716
- FCC 13